# Mali Orłynci
Mali Orłynci (ukr. Малі Орлинці) – wieś na Ukrainie, w obwodzie chmielnickim, w rejonie chmielnickim, w hromadzie Czarny Ostrów. W 2001 liczyła 195 mieszkańców, spośród których 193 wskazało jako ojczysty język ukraiński, 1 rosyjski, a 1 ormiański.